# Телевизионна кула
Телевизионната кула, или по-общо телекомуникационна кула, е високо самоподдържащо се съоръжения или сграда снабдена с антена и предаватели за радиоразпръскване (излъчване на голямо разстояние на радио- и телевизионни и др. сигнали).
Съвременните телевизионни кули имат като допълнителна функция и тази на туристическа атракция като разполагат с платформи и зали за наблюдение от високо, както и заведения за хранене.

## В България
Първата телевизионна кула в България е построена през 1959 година в Борисовата градина в София. Следват радиорелейните станции в Пловдив, на връх Ботев, край Кърджали, Слънчев бряг, край Кюстендил, прохода Петрохан. Те имат формата на конусообразен пилон и изпълняват ролята на носачи за антените. Други кули от този тип, построени на по-късен етап, са Карандила над Сливен, Връх Орелек – Гоце Делчев и РРТС Шейновец над Свиленград.
През 1978 г. е изградена емблематичната за курортен комплекс Пампорово телевизионна кула на връх Снежанка, в която освен техническите съоръжения са разположени и административни помещения, сладкарница и площадка за визуално наблюдение.
Най-високите телевизионни кули в България:
| Място | Кула                          |                   | Област      | Височина (m) | Година |
| ----- | ----------------------------- | ----------------- | ----------- | ------------ | ------ |
| 1     | Телевизионна кула Русе        | Русе              | Русе        | 204          | 1986   |
| 2     | Телевизионна кула Копитото    | София             | София град  | 186          | 1985   |
| 3     | Телевизионна кула Снежанка    | Пампорово         | Смолян      | 156          | 1978   |
| 4     | Телевизионна кула Добрич      | Добрич            | Добрич      | 146          | 1978   |
| 5     | Телевизионна кула Белоградчик | Белоградчик       | Видин       | 138          | 1979   |
| 6     | Телевизионна кула Стръмни рид |                   | Кърджали    | 130          | 1970   |
| 7     | Телевизионна кула Силистра    | Силистра          | Силистра    | 117          | 1979   |
| 8     | Телевизионна кула Плевен      | Плевен            | Плевен      | 114          | 1991   |
| 9     | Телевизионна кула София       | София             | София град  | 106          | 1959   |
| 10    | Телевизионна кула Тутракан    | Тутракан          | Силистра    | 98           | 1979   |
| 11    | Телевизионна кула Ореляк      | Ореляк            | Благоевград | 96           | 1981   |
| 12    | Телевизионна кула Разград     | Разград           | Разград     | 88           | 1978   |
| 13    | Телевизионна кула Петрохан    | връх Зелена глава | Монтана     | 84           | 1999   |
| 14    | Телевизионна кула Карандила   | Сливен            | Сливен      | 80           | 1978   |
| 15    | Телевизионна кула Бургас      | Бургас            | Бургас      | 72           | 1993   |
| 16    | Телевизионна кула Шейновец    | връх Шейновец     | Хасково     | 70           | 1997   |
| 17    | Телевизионна кула връх Ботев  | Ботев             | Пловдив     | 66           | 1966   |

## В света
Най-високите телевизионни кули в света (над 375 m):
| Картинка | Град         | Държава    | Година на откриване | Височина (m) |
|          | Токио        | Япония     | 2012                | 634 m        |
|          | Гуанджоу     | Китай      | 2009                | 604 m        |
|          | Торонто      | Канада     | 1976                | 553,33 m     |
|          | Москва       | Русия      | 1967                | 540,1 m      |
|          | Шанхай       | Китай      | 1995                | 467,9 m      |
|          | Техеран      | Иран       | 2007                | 435 m        |
|          | Куала Лампур | Малайзия   | 1995                | 421 m        |
|          | Тяндзин      | Китай      | 1991                | 415,2 m      |
|          | Пекин        | Китай      | 1992                | 405 m        |
|          | Джънджоу     | Китай      | 2011                | 388 m        |
|          | Киев         | Украйна    | 1973                | 385 m        |
|          | Ташкент      | Узбекистан | 1985                | 374,9 m      |